# Tore Janson
Tore Janson (nascido em 1936) é um linguista sueco. Janson foi professor de latim na Universidade de Gotemburgo e depois se tornou professor de línguas africanas na mesma universidade. Aposentou-se em 2001, e desde então é afiliado à Universidade de Estocolmo. 
Ele dedicou grande parte de seu tempo e publicações à maneira como as línguas mudam e o relacionamento entre língua e sociedade. 
Ele é o autor dos best-sellers internacionais Speak: A Short History of Languages, publicado no Brasil como História das Línguas. Uma Introdução, e A Natural History of Latin (tradução livre: Uma História Natural do Latim). 

## Trabalho
Obras em inglês
- Speak: A Short History of Languages, Oxford: Oxford University Press, 2002. ISBN 978-0-19-829978-3
- A Natural History of Latin, Oxford: Oxford University Press 2004. ISBN 978-0-19-926309-7
- A História das Línguas: Uma Introdução, Oxford: Oxford University Press, 2012. ISBN 978-0-19-960428-9

Obras em sueco
- Latin Kulturen, historien, språket, Wahlström & Widstrand, 2002 ISBN 91-46-18335-3
- Språken och historien (trad. Língua e história), Stockholm: Norstedts, 2008. ISBN 978-91-7227-587-4 ISBN   978-91-7227-587-4
- Språkens historia. Em upptäcktsresa i tid och rum (tradução. História da linguagem, uma jornada de descoberta através do tempo e do espaço), Stockholm: Norstedts, 2010. ISBN 978-91-1-303308-2 ISBN   978-91-1-303308-2
- Germanerna, Stockholm: Norstedts, 2013. ISBN 978-91-1-303286-3 ISBN   978-91-1-303286-3